# Bobath-Konzept
Das Bobath-Konzept ist ein problemlösender Ansatz in der Befundaufnahme und Behandlung Erwachsener und Kinder mit neurologischen Erkrankungen. 
Insbesondere nach einem Schlaganfall bei halbseitig gelähmten Menschen (Hemiplegikern) kann das Konzept in der Rehabilitation angewendet werden. Im Gegensatz zu anderen Therapien, wie zum Beispiel der Forced Use Therapy (FUT), wurde es bisher nicht durch wissenschaftliche Studien als signifikant wirksam eingestuft, wird aber dennoch weltweit eingesetzt.

## Grundlagen und Begründer des Konzepts

### Ansatz
Das Konzept wurde ab 1943 von der Physiotherapeutin Berta Bobath und ihrem Ehemann, dem Neurologen und Kinderarzt Karel Bobath, entwickelt. Das Bobath-Konzept basiert auf neurophysiologischen und entwicklungsneurologischen Grundlagen und orientiert sich an den Ressourcen des Patienten. Beide, Karel und Berta Bobath, legten schon damals großen Wert darauf, dass die angewandten Methoden und Techniken immer mit den neuesten neurologischen Erkenntnissen übereinstimmen. Dennoch fehlen bislang wissenschaftlich fundierte Belege, die eine signifikante Wirksamkeit des Konzepts belegen könnten.

### Grundlegende Annahme und Vorgehensweise
Das Konzept beruht auf der Annahme der „Umorganisationsfähigkeit“ (Plastizität) des Gehirns, das heißt, dass gesunde Hirnregionen die zuvor von den erkrankten Regionen ausgeführten Aufgaben neu lernen und übernehmen können. Häufig sind bei traumatischen Hirnschädigungen nicht die eigentlichen Kontrollzentren zerstört, sondern Verbindungswege unterbrochen, die mit konsequenter Förderung und Stimulation des Patienten durch alle betreuenden Personen neu gebahnt werden können.
Die Bobaths erkannten die Möglichkeiten, die sich durch die Plastizität des Gehirns ergeben. Verloren gegangene Funktionen, zum Beispiel nach einem Schlaganfall, können durch Vernetzung und Intensivierung anderer Hirnbereiche wiedererlangt werden. Hierzu werden Bewegungssequenzen durch repetitives Üben (ständiges Wiederholen) wieder „eingeschliffen“. Das heißt, es werden intakte Verbindungen (Synapsen) zwischen den Nervenfasern rekrutiert, so dass neuronale Funktionsverbände aufgebaut werden, um die motorische Funktion herzustellen. Die Behandlung beeinflusst sowohl die Partizipationsebene als auch die Struktur- bzw. Funktionsebene (ICF und ICFcy).
Hemiplegiker neigen häufig dazu, ihre gelähmte (mehr betroffene) Körperseite – bis zur völligen Leugnung – zu vernachlässigen und ihre Einschränkungen umso mehr mit ihrer beweglichen (weniger betroffenen) Körperseite zu kompensieren. Solche einseitigen Bewegungen helfen dem Patienten jedoch nur vordergründig, da die mehr betroffene Seite nicht die Möglichkeit erhält, neue Informationen zu empfangen und zu verarbeiten. Das Gehirn erhält somit nicht die Aufgabe, sich umzustrukturieren. Stattdessen besteht auf Grund asymmetrischer Bewegungen eher die Gefahr, schmerzhafte Spastiken zu entwickeln. Das Hauptprinzip des Bobath-Konzepts bezieht dagegen die mehr betroffene Körperseite immer wieder in Alltagsbewegungen ein, indem sie sensorisch stimuliert wird, um sie in ihren Bewegungen mit der weniger betroffenen Körperhälfte in Einklang zu halten.

### Die Begründer
Berta Bobath (1907–1991), geboren in Berlin, als Jüdin mit ihrem Sohn aus erster Ehe nach England emigriert, erkannte als Physiotherapeutin bei der Behandlung schwer spastischer Patienten, dass Spastiken nicht wie bisher allgemein angenommen ein feststehendes, konstantes Phänomen sind, sondern durch bestimmte Lagerungen, Stellungen und Bewegungen nachließen oder sogar verschwanden. Die Entwicklung des Bobath-Konzeptes begann etwa um 1943. Es entstand so durch systematische Beobachtung vieler Patienten und Erprobung weiterer Behandlungstechniken als empirisches (auf Erfahrungen gestütztes) Behandlungskonzept.
Ihr Mann Kar(e)l (1906–1991) studierte in seiner Geburtsstadt Berlin Medizin und legte dort 1932 sein erstes Staatsexamen ab. Nach 1933 durfte er als Jude in Deutschland kein Examen mehr ablegen und  beendete sein Studium deshalb in Prag und Brünn. Nach der Besetzung Tschechiens durch die deutsche Wehrmacht 1939 flüchtete er von dort nach England, wo er „Bertie“ 1941 heiratete. 1951 gründeten sie in London das Western Cerebral Palsy Centre, ein privates Zentrum zur Behandlung von Patienten mit zerebralen Bewegungsstörungen. An diesem Zentrum fanden auch die ersten Bobath-Kurse für Physiotherapeut/inn/en statt. 1958 kam das Ehepaar Bobath nach langer Zeit erstmals nach Deutschland.
Karl Bobath hat den Überlegungen und Entdeckungen seiner Frau zunächst widersprochen, musste aber anhand seiner eigenen Studien feststellen, dass sie doch Recht hatte. Als Neurologe erarbeitete er die neurophysiologischen Grundlagen und wirkte mit ihr jahrzehntelang für die Verbreitung des Bobath-Konzepts.

### Konzept, nicht Methode
Das Ehepaar Bobath bezeichnete die von ihm entwickelte Arbeitsweise ausdrücklich als Konzept und nicht als Methode. Das Bobath-Konzept beinhaltet also keine vorgeschriebenen Techniken, Methoden oder Übungen, die mit allen Patienten in stets gleicher Weise zu absolvieren sind, sondern es berücksichtigt vielmehr die individuellen Möglichkeiten und Grenzen eines Patienten und bezieht diese unter Anwendung einiger Prinzipien in Pflege und Therapie ein.

## Patienten für das Bobath-Konzept
Das Bobath-Konzept wird von Therapeutinnen und Therapeuten der Physiotherapie, Ergotherapie und Logopädie sowie von Ärzten und Ärztinnen und Pflegepersonal optimalerweise in berufsübergreifender Zusammenarbeit angewandt. Eingesetzt wird das Bobath-Konzept in der Behandlung von Säuglingen, Kindern und Erwachsenen mit zerebralen Bewegungsstörungen, sensomotorischen Störungen wie Schlaganfall, Multipler Sklerose, intrazerebraler Blutung, Schädel-Hirn-Trauma, Erkrankungen des Rückenmarks, Enzephalitis, Hirntumoren oder Morbus Parkinson.
Zunächst wurden nur Säuglinge und Kinder mit angeborenen Bewegungsstörungen (Kinder mit Zerebralparese) „nach Bobath“ behandelt. Das Konzept fußt auf dem Verständnis für die Entwicklungsphysiologie und auf der Neurophysiologie. In den 1960er Jahren wurde das Konzept auf die Pflege und Therapie erwachsener Patienten ausgedehnt. Heute stellt es das erfolgreichste und weltweit anerkannte Behandlungskonzept für Menschen mit Bewegungsstörung infolge einer zentralen neurologischen Erkrankung dar.
Patienten mit Hirnschäden und zentralen Lähmungen galten noch vor einigen Jahren als Pflegefälle. Durch gezielte pflegerische und therapeutische Maßnahmen können sie heute durchaus erfolgreich rehabilitiert werden.
Die Erkrankung, bei der das Bobath-Konzept am häufigsten angewandt wird, ist der apoplektische Insult bzw. der Schlaganfall (Hirninfarkt), der mit einer Halbseitenlähmung (Hemiplegie) einhergeht oder die verschiedenen Erscheinungsbilder Cerebral Parese.
Die Zahl der Patienten mit ischämischen (durch Minderdurchblutung bedingten) Insulten (Anfällen), die die akute Phase des Krankheitsgeschehens überleben, nimmt in den letzten Jahren erheblich zu. Sofortiges Einsetzen der Bobath-Therapie und veränderte Gestaltung der Krankenpflege nach dem Bobath-Konzept verbessern die weiteren Aussichten dieser Patienten im Hinblick auf Selbstständigkeit und Unabhängigkeit in den Aktivitäten des täglichen Lebens (ATL).

## Lehre und Verbreitung des Konzepts
Seit 1984 besteht die International Bobath Instructors Training Association (IBITA) mit formalem Sitz in St. Gallen, Schweiz, Büro in Amstelveen, Niederlande, und Länderrepräsentanten in Deutschland, Österreich und der Schweiz. Die Vereinigung wurde mit Zustimmung von Berta und Karl Bobath gegründet, um Wildwuchs bei der Ausbildung von Therapeuten im Bobath-Konzept zu vermeiden. Unter den rund 250 Mitgliedern weltweit gehören ihr (Stand März 2009) 51 Instruktoren aus Physiotherapie und Ergotherapie in Deutschland, 26 aus der Schweiz und 3 aus Österreich an. International anerkannte Bobath-Kurse werden ausschließlich von IBITA-Instruktoren gehalten; in den Kurszeugnissen wird darauf Bezug genommen. Im August 2011 sollte die weltweite IBITA-Jahrestagung in Wien stattfinden.
Seit 1994 arbeitet in Deutschland eine Organisation von Pflegekräften, die Bobath-Initiative für Kranken- und Altenpflege e. V. (BIKA) mit Sitz in Karlsbad-Langensteinbach. Sie fördert die Verbreitung und Weiterentwicklung des Bobath-Konzeptes in der Kranken- und Altenpflege und regelt die Ausbildung von Pflegeinstruktoren für Bobath.
Seit 1996 besteht der Verein der Bobath-InstruktorInnen (IBITA) Deutschland und Österreich e. V. mit Sitz in Berlin und einem umfassenden Kursprogramm.
Bobath-Kurse werden von vielen Einrichtungen und Fachverbänden der Physiotherapeuten und der Krankenpflege angeboten, in Deutschland von der Albertinen-Akademie in Hamburg (größter Anbieter von Bobath-Kursen) und der VPT Akademie Fellbach, in Österreich der Physiotherapeutenverband Physio Austria.

## Detailinformationen

### Ziel, Aufgaben
Das Ziel des Bobath-Konzepts ergibt sich aus der gemeinsamen Zielvereinbarung des Patienten und der betreuenden Personen (Therapeuten, Ärzten, Pflegenden). Allgemeines Ziel ist die größtmögliche Selbstständigkeit, Eigenaktivität und Handlungsfähigkeit des Patienten im Alltag unter der Berücksichtigung und Analyse der motorischen Kompetenzen. Dabei analysiert der Therapeut, Arzt und/oder Pflegende die Probleme in der Handlungsausführung und der Bewegungsausführung. Die Kenntnisse aus der Entwicklungsneurologie, Bewegungsanalyse und anderen Bezugswissenschaften wie Pädagogik oder Psychologie spielen eine wichtige Rolle.
Zielführend und wesentlicher Bestandteil der Arbeit nach und mit dem Bobath-Konzept ist die individuelle Umfeldgestaltung des Patienten, so dass dieser die Handlungs- und Bewegungsziele erreichen kann. Dazu zählen Beratung und Erprobung von Hilfsmitteln wie Rollstühlen oder Orthesen bei Benutzung und Handhabung.
Heute wird das Bobath-Konzept von allen einschlägig befassten Berufsgruppen der Medizin angewandt. Es werden Säuglinge, Kinder und Erwachsene behandelt. In entsprechenden Einrichtungen bestehen ganze Teams inkl. Ärzte, Therapeuten und Pflegepersonal, die das Konzept aufgegriffen haben und versuchen, es ganzheitlich im 24-Stunden-Management zu betreiben.

#### Übergeordnete Ziele
- Fähigkeiten und Kompetenzen des Patienten zu erkennen und die größtmögliche Selbständigkeit bzw. Entwicklungsmöglichkeit zu erreichen, um Teilhabe und Aktivität im sozialen Umfeld zu fördern
- Fähigkeit zum Erlernen oder Wiedererlernen von Bewegungskompetenzen im Sinne des motorischen Lernens unter Berücksichtigung aller Ebenen der Körperfunktionen und Körperstrukturen (Beispiel: Wahrnehmungsfunktionen)
- Vermeidung von Sekundärveränderungen, wie z. B. Gelenkversteifungen

### Vorteile  für den Patienten
Mit dem Bobath-Konzept soll im Gegensatz zu herkömmlichen Methoden keine notdürftige Kompensation der Lähmungen, sondern das Wiedererlernen normaler Bewegungsfähigkeiten erreicht werden. Intensive Mitarbeit des Patienten vorausgesetzt, wird er wieder selbstständiger in den Aktivitäten des täglichen Lebens. Dauernde Pflegebedürftigkeit, Abhängigkeit von fremder Hilfe und Unterbringung im Pflegeheim können so in vielen Fällen verhindert werden. Der frühzeitige Einsatz von Therapie und Pflege nach dem Bobath-Konzept  schon auf der Intensivstation kann negative Entwicklungen wie die Ausbildung von Spastik und das Erlernen unphysiologischer Bewegungsabläufe zu vermindern oder zu vermeiden helfen. Die fortgesetzte Anwendung der Prinzipien des Bobath-Konzeptes bewirkt für alle Patienten bessere Erfolgsaussichten in der weiteren Rehabilitation.

### Teamverantwortung für  Pflege und Therapie
Das Bobath-Konzept ist ein 24-Stunden-Konzept. Da das Gehirn immer lernt, sind fehlerhafte Lernprozesse zu vermeiden. Der Lernprozess nach dem Bobath-Konzept findet somit nicht nur während zeitlich begrenzter Therapieeinheiten statt, sondern ist ständiger Bestandteil des gesamten Tagesablaufes. Dazu ist es erforderlich, dass sich jeder, der mit dem Patienten Kontakt hat, nach den beiden Prinzipien des Bobath-Konzeptes (Regulation des Muskeltonus und Anbahnung physiologischer Bewegung) orientiert. Der Patient selbst, Physiotherapeuten, Pfleger, Ergotherapeuten, Sprachtherapeuten, Ärzte, andere Therapeuten und Angehörige des Patienten orientieren sich im Idealfall an einem gemeinsamen, für den Patienten individuellen Ansatz, um das Lernangebot für das Gehirn so gleichartig und widerspruchsfrei wie möglich zu gestalten.
Pfleger verbringen die meiste Zeit mit dem Patienten. Deshalb übernimmt die Alten- und Krankenpflege im Bobath-Konzept viel Verantwortung; sie wird Bestandteil der Therapie. Es ist daher sehr wichtig, das Pflegepersonal im Bobath-Konzept auszubilden; ein eigener Verband (siehe unten) widmet sich dieser Aufgabe.
Physiotherapierende stellen sich darauf ein, dass sie im Team für jeden Patienten ein individuelles Therapiekonzept zu erstellen haben, das vom behandelnden Arzt nicht vorgegeben werden kann. Die meisten Ärzte sind im Bobath-Konzept nicht ausgebildet; es werden Ärztekurse angeboten. In der Berufsgruppe Physiotherapie sind Information über und Ausbildung im Bobath-Konzept am weitesten verbreitet.
Die enge Zusammenarbeit im therapeutischen Team bezieht den Patienten selbst, Ergotherapeuten, Sprachtherapeuten, andere Therapeuten und Angehörige des Patienten ein. (Viele Ergotherapeutinnen haben Bobath-Kurse absolviert.)
Für alle mit Mobilisation und Handling des Patienten Befassten ist günstig, dass das Bobath-Konzept besonders rückenschonende und körperökonomische Vorgangsweisen ermöglicht: Man orientiert sich an der normalen Bewegung des Menschen und arbeitet ausschließlich mit Zug- und Hebelkräften. Der Patient wird in keinem Fall gehoben.
Entscheidender Faktor für den Erfolg ist das Ineinandergreifen der Arbeit insbesondere von Physiotherapie und Pflege. Das Bobath-Konzept stellt an beide Berufsgruppen besondere Anforderungen, nicht nur, was fachliche Kenntnisse betrifft, sondern auch bei der Fähigkeit zu hierarchiefreier Teamarbeit und Kommunikation.

### Schwerpunkte in der Pflege
Das Bobath-Konzept strebt einen Lernprozess des Patienten an, um ihm die Kontrolle über den Muskeltonus und die verlorenen Bewegungsfunktionen wiederzugeben. Dieser Lernprozess basiert auf der lebenslangen Lernfähigkeit des Gehirns durch ständige Umorganisation der Zusammenarbeit der Nervenzellen untereinander und der unvollständigen Nutzung der Nervenzellen des Gehirns (Plastizität). Das "Ergebnis" dieses angestrebten Lernprozesses ist die Bahnung von Funktionen auf der Ebene der Nervenzellen im Gehirn durch die Aktivierung vorhandener Synapsen (Verbindungen zwischen Nervenzellen) bzw. die Bildung neuer synaptischer Verbindungen zwischen den Nervenzellen.
Der Lernprozess nach dem Bobath-Konzept findet nicht nur während zeitlich begrenzter Therapiesitzungen statt, sondern ist ständiger Bestandteil des gesamten Tagesablaufes. Alle an der Rehabilitation Beteiligten arbeiten eng zusammen. Patient, Physiotherapeuten, Ergotherapeuten, Krankenpflege, Ärzte und Angehörige des Patienten orientieren sich rund um die Uhr an gemeinsamen berufsübergreifenden Arbeitsprinzipien.

#### Lernangebot Lagerung
Seine Lagerung stellt wegen der regelmäßigen Wiederholung gerade in der Akutphase ein besonders wichtiges Lernangebot an den Patienten dar. Über  konsequent durchgeführte und fachgerechte Lagerung kann in jedem Fall eine Muskeltonuserhöhung günstig beeinflusst und begrenzt werden. Ebenfalls wird eine unerwünschte Behinderung des durchaus erwünschten Aufbaus eines funktionellen Muskeltonus verhindert. Ohne therapeutische Lagerung sind die Rehabilitationsaussichten wesentlich ungünstiger.
Für Patienten mit Störungen der Körperwahrnehmung, die oft durch große Unruhe oder starke Spastik auffallen, ist die Lagerung eine gute Möglichkeit, die Wahrnehmung des eigenen Körpers gezielt zu intensivieren. Ganz im Gegensatz zu verbreiteten Vorstellungen der Dekubitus-Prophylaxe wird man versuchen, diese Patienten eher hart zu lagern. Über den höheren Auflagedruck und die zusätzliche Einbettung festen Lagerungsmateriales und damit mehr Kontaktfläche auch an den nicht aufliegenden Körperteilen soll der Patient mehr Spürinformation über den eigenen Körper erhalten.
Selbstverständlich muss in jedem Einzelfall eine individuelle Abwägung zwischen der Dekubitusgefahr auf der einen Seite und dem pflegetherapeutischen Nutzen härterer Lagerung andererseits erfolgen. In vielen Fällen wird man allein durch die regelmäßige Umlagerung in kürzeren Intervallen aber schon eine ausreichende Dekubitus-Prophylaxe erzielen!

#### Lernangebot Mobilisation und Handling
Die therapeutisch richtige Handhabung (das „Handling“) des Patienten bei der Bewegung muss z. B. bei jeder Mobilisation, unter anderem beim Betten, beim Umlagern, beim Aufstehen aus und Umsetzen in den Rollstuhl, beachtet werden. Der hohe und tiefe Transfer über die mehr betroffene Seite oder über die weniger betroffene Seite sind auch für Pflegende von Vorteil, da sie rückenschonend sind. Daher werden diese Transfers auch bei nicht neurologischen Pflegedürftigen angewendet. Für diese Transfers ist eine Ausbildung nötig, da man hier viele Fehler machen kann. 
Immer, wenn ein Patient bewegt oder transportiert wird oder sich mit Hilfe selbst bewegen soll, werden Handling-Techniken eingesetzt. Die betreuende Person (Therapeutin, Pflegerin, Angehörige) macht durch Gestaltung der Situation und durch Führen der betroffenen Körperteile dem Patienten ein Lernangebot, die ausgefallenen Bewegungsfunktionen wiederzuerlangen. Der Patient setzt die Fähigkeiten seiner weniger betroffenen Körperseite ein. Durch Führen in physiologische Bewegungsabläufe hinein und damit richtigen Input als Lernangebot wird die Anbahnung bzw. Wiedererlangung normaler, bilateraler Bewegung ermöglicht.

#### Lernangebot Selbsthilfetraining (ADL-Training)
Das Selbsthilfetraining heißt auch ADL-Training (activity of the daily living), da hier die Selbständigkeit bei den Aktivitäten des täglichen Lebens (ADL) geübt wird. Durch die Einbeziehung von regelmäßig wiederkehrenden Alltagstätigkeiten in die Bobath-Therapie wird der Lernprozess des Patienten besonders intensiviert. Durch Gestaltung der Ausgangssituation (Lagerung bzw. Ausgangsstellung des Patienten, Hilfsmittel, Umgebung) wird eine Kontrolle des Muskeltonus angestrebt.
Aus dieser tonuskontrollierten Situation heraus lernt der Patient durch Führung, seine betroffenen Körperanteile bzw. seinen gesamten Körper immer wieder in Aktivitäten einzubeziehen. Damit ist neben der Selbstständigkeit bzw. Selbsttätigkeit auch wieder die Anbahnung bzw. der Abruf physiologischer, vor der Erkrankung erlernter Bewegungsprogramme verbunden. Geeignete Bereiche für therapeutisch gestaltetes ADL-Training sind z. B. Körperpflege, An- und Ausziehen und Nahrungsaufnahme. Es handelt sich dabei um für den Patienten aus der Zeit vor seiner Erkrankung vertraute Handlungen, für die er vor seiner Erkrankung genaue Konzepte und Bewegungsprogramme besaß. Pflege und Therapie können so auf konkrete Bewegungserfahrung zurückgreifen und müssen nicht von Grund auf neue, zunächst abstrakte Bewegungen erarbeiten. Motivation und Orientierung des Patienten sind durch die vertraute, konkrete und lebenspraktisch wichtige Situation meistens besser als in abstrakten und fern der Lebenspraxis gestalteten Übungssituationen.
Besonders bei der Körperpflege ergeben sich Möglichkeiten therapeutischer Stimulation der Körper-Eigenwahrnehmung (Propriozeption). Hier finden sich interessante Parallelen zwischen dem Bobath-Konzept und der Basalen Stimulation, die einen gegenseitig ergänzenden Einsatz beider Konzepte bei manchen Patienten nahelegen.

### Grenzen der Arbeit nach Bobath
Der Rehabilitationserfolg bei hirngeschädigten Patienten ist auch bei der Arbeit nach dem Bobath-Konzept nicht garantierbar und von zahlreichen Faktoren abhängig. Die der Erkrankung zugrunde liegende Hirnschädigung kann mit der Arbeit nach Bobath nicht ungeschehen gemacht werden. Sie beeinflusst nach Art und Umfang natürlich die Lernfähigkeit, d. h. die Fähigkeit des Gehirns zur Umorganisation der Zusammenarbeit der intakten Nervenzellen. Besonders mehrfache Hirnschädigungen oder diffuse Hirnschädigungen z. B. durch generellen Sauerstoffmangel nach Reanimation (Hypoxämischer Hirnschaden) sind für den Lernprozess weniger günstig, da sie die Fähigkeit des Gehirnes zur Umorganisation nicht nur herdförmig, sondern global beeinträchtigen. Zusätzlich können durch die Hirnschädigung bedingte Hirnleistungsstörungen (Neuropsychologische Störungen) die Lernfähigkeit einschränken.
Die Motivation zur aktiven Mitarbeit des Patienten ist ein ganz entscheidender Faktor. Sie wird von der Persönlichkeit des Patienten vor seiner Erkrankung, seiner individuellen Krankheitsverarbeitung und auch der Art seiner Hirnschädigung mitbestimmt. Die Motivation muss durch wiederholte und offene Information des Patienten erhalten werden. Die beste Motivation wird durch den für Patienten selber erkennbaren Erfolg und Fortschritt erreicht.
Angehörige nehmen eine wichtige Rolle ein. Sie können die Motivation des Patienten positiv und negativ beeinflussen, ihn aktivieren oder zur Passivität anhalten, die Krankheitsverarbeitung maßgeblich mitbestimmen und so den Rehabilitationsverlauf erheblich mitbestimmen. Deshalb ist ihre frühe Einbeziehung und Information im Bobath-Konzept vorgesehen und entscheidend.
Für die effektive Gestaltung des Lernprozesses nach Bobath ist es wichtig, dass alle an der Rehabilitation des Patienten Beteiligten miteinander und möglichst gleichartig arbeiten. Je weniger eine solche ineinandergreifende Zusammenarbeit stattfindet und je unterschiedlicher mit dem Patienten gearbeitet wird, desto geringer wird der Lernerfolg des Patienten sein.
Unter günstigen Voraussetzungen ist eine fast vollständige Wiederherstellung des Patienten durchaus möglich; jedenfalls wird der Rehabilitationserfolg bei koordiniertem Vorgehen aller Beteiligten deutlich besser ausfallen.

### Kritik
Kritik am Bobath-Konzept geht von der Isländerin Þóra B. Hafsteinsdóttir (Thora B. Hafsteinsdottir) aus, deren Ziel es ist, dem Umgang mit Schlaganfallpatienten reflektierte, wissenschaftliche Untersuchungen zugrunde zu legen.
Einige ihrer Kritikpunkte sind:
- fehlende wissenschaftliche und vor allem aktuelle Untersuchungen zum Konzept
- teilweise falsche oder veraltete Annahmen, aber auch fehlende Grundlagen des Konzepts in Bezug auf die neurowissenschaftlichen Grundlagen
- Uneinheitlichkeit des ganzen Konzepts und seines Verständnisses
- keine erhebbaren Unterschiede im Outcome im Vergleich zwischen konventionellen Herangehensweisen und Bobath-Konzept
- kosten- und zeitintensive Ausbildung und Umsetzung ohne erkennbaren Nutzen